# Liriomyza hieraciivora
Liriomyza hieraciivora är en tvåvingeart som beskrevs av Spencer 1971. Liriomyza hieraciivora ingår i släktet Liriomyza, och familjen minerarflugor. Arten är reproducerande i Sverige.